# Susanne Zepp
Susanne Zepp (15 de abril de 1973) es una hispanista y latinoamericanista alemana.

## Vida
Después de su Máster en Filología Románica, Literatura Comparada e Historia de la Literatura Alemana Moderna en la Universidad de Wuppertal trabajó como docente en la misma universidad.  Obtuvo su doctorado en Filología Románica en 2002 de la Freie Universität Berlín. De 2003 a 2015, fue Subdirectora del Instituto Simon Dubnow de Historia y Cultura Judía en la Universidad de Leipzig, y de 2011 a 2023, fue Catedrática de Filología Románica en la Freie Universität Berlín. En 2022/2023, fue directora del Centro Selma Stern de Estudios Judaicos Berlín-Brandeburgo. Desde el semestre de verano de 2023, es Catedrática de Literaturas Española e Hispanoamericana en la Universidad de Duisburgo-Essen. En 2023, fue galardonada con la Orden de Isabel la Católica.
Su investigación se centra en la literatura española (Edad Media, Siglos de Oro, siglo XX), la literatura latinoamericana, portuguesa y francesa (Edad Media, siglos XVI-XVII, siglos XIX y XX), teoría literaria y cultural, literaturas judías y la relación entre derecho y literatura.
Zepp es coeditora del Romanistische Jahrbuch. De 2019 a 2023, fue Presidenta de la Asociación Alemana de Hispanistas. Ha sido investigadora visitante en la Universidad de Tel Aviv y en la Universidad Hebrea de Jerusalén (2015/2017), profesora visitante en la École des Hautes Études en Sciences Sociales (EHESS) en París (2018) y en la Casa del Hispanista de la Fundación Duques de Soria en 2020. Fue invitada al Dartmouth College en el verano de 2025 como parte del Harris Distinguished Visiting Professorship Program, donde impartió un curso sobre las literaturas judías de América Latina. Durante su estancia, fue incorporada a la junta directiva (Advisory Board) de dicho programa.
Zepp es nombrada Henriette Herz Scout y miembro del comité de elección de premios de investigación de la Fundación Alexander von Humboldt.

## Publicaciones (selección)
- Untold Stories of the Spanish Civil War (ed. con Raanan Rein), London: Routledge (Canada Blanch Studies on Contemporary Spain), 2023.
- Jewish Literatures in Spanish and Portuguese. A Comprehensive Handbook (ed. con Ruth Fine), Berlin: De Gruyter, 2022.
- Migration und Avantgarde. (ed. con Stephanie Bung), Berlin: De Gruyter, 2020.
- Nobelpreisträgerinnen. 14 Schriftstellerinnen im Porträt (ed. con Claudia Olk), Berlin: De Gruyter, 2019.
- An Early Self. Jewish Belonging in Romance Literature, 1499-1627, Redwood: Stanford University Press, 2014.
- Portugiesisch-brasilianische Literaturwissenschaft. Eine Einführung, Paderborn: Fink Verlag, 2014 (= UTB 2498).
- Hispanistik (con Natascha Pomino) (= UTB 2498), Paderborn: Fink Verlag, 2004 (2. Auflage 2008).
- Jorge Luis Borges und die Skepsis, Stuttgart: Steiner Verlag, 2003.